# Rhinaplomyia echinata
Rhinaplomyia echinata là một loài ruồi trong họ Tachinidae.